# Алиева, Алия Салмановна
Алия Салмановна Алиева (азерб. Aliyə Salman qızı Əliyeva; род. 1941, Баку) — советская азербайджанская рабочая химической промышленности. Депутат Верховного Совета СССР 10-го созыва (1979—1984).

## Биография
Родилась в 1941 году в городе Баку, столице Азербайджанской ССР.
С 1959 года — помощница оператора, с 1961 года — оператор, позже — оператор установки ЭЛОУ-АВТ Ново-Бакинского нефтеперерабатывающего завода имени Владимира Ильича. 
Достигла высоких результатов при выполнении производственных заданий десятой (1976—1980) и одиннадцатой (1981—1985) пятилеток, проявила себя на работе как высококлассный оператор нефтеперерабатывающих установок. Окончив сменную школу при заводе, успешно освоила технологию переработки нефти, за счет чего впоследствии добивалась высоких показателей производительности труда, вносила рационализаторские предложения. В 1981 году коллектив операторов установки, на которой работала Алиева, выполнил план первого года одиннадцатой пятилетки досрочно, к 31 октября, в 1982 году годовой план по установке был выполнен на 112,4 процентов, государству были сданы сотни тысяч тонн светлых нефтепродуктов сверх плана.
Активно участвовала в общественно-политической жизни Советского Союза. В 1984 году избрана депутатом Совета Союза Верховного Совета СССР 10-го созыва от Бакинского—Наримановского избирательного округа № 674, была членом Комиссии по жилищно-коммунальному хозяйству и быту.